# アラン・グリーンスパン
アラン・グリーンスパン（Alan Greenspan、1926年3月6日 - ）は、アメリカ合衆国のコンサルタントで、マネタリスト経済学者。ジェラルド・フォード大統領の大統領経済諮問委員会議長(1974-77)、第13代連邦準備制度理事会（FRB）議長を務めた(1987-2006年)。 ブラックマンデー、メキシコ通貨危機、アジア通貨危機、アメリカ同時多発テロ事件後の経済危機を克服し、アメリカ史上最長の景気拡大をもたらしたが、2008年の世界金融危機はグリーンスパンの政策も一因だったと金融危機調査委員会が2011年に結論した。

## 来歴
ニューヨーク市でユダヤ系の家庭に生まれた。父ハーバート・グリーンスパンと母ローズ・ゴールドスミスはアランが生まれてすぐ離婚したため、母とその家族に育てられた。幼い頃の彼は数字や野球、モールス信号、そして音楽に興味を持っていた。ジョージ・ワシントン高校を卒業すると1943年から1944年までジュリアード音楽院でクラリネットを学び、才能あるサクソフォーン奏者として知られていた。同窓生としてスタン•ゲッツがおり授業で競演した際に圧倒的な才能を前にして音楽家としての夢を諦めたが、数字が好きだったことから経営と金融に関心を抱くようになり、ニューヨーク大学商業会計金融学部に入学する。1948年に同大学の経済学士、1950年に経済学修士を取得した。さらに進んだ経済学を学ぶためにコロンビア大学へ入り、後にFRB議長を務めるアーサー・バーンズに師事したが、経済的な理由等で中退した。また、この頃にはアイン・ランドの古典的自由主義に傾倒するようになる。
その後、1977年にニューヨーク大学から通常は必要な論文抜きで経済学博士号を贈られた。2005年には4つ目の学位となる商学の名誉博士号を贈られた。
1948年から1953年までの間、グリーンスパンは経済に特化したシンクタンクであるコンファレンス・ボードの経済アナリストとして働いた。1955年にニューヨークで経済コンサルティング会社であるタウンゼント・グリーンスパンを設立し、1987年まで社長兼会長を務めた（1974年から1977年の間を除く）。1962年から1974年まで国際投信ドレフュスファンド（Dreyfus Fund）の取締役を務めた。
ジェラルド・フォード政権下で1974年から1977年まで大統領経済諮問委員会の議長を務めた。1980年代にはアルコア社やABCの取締役に就いていた。
当時を知る著名なファンドマネージャーであるマイケル・スタインハートは自叙伝の中で、「彼から得る情報は普通すぎて、彼が将来、世界金融を支配するなど夢にも思っていなかった。」と語っている。その一方で、カリフォルニア州の貯蓄貸付組合経営者だったチャールズ・キーティングの依頼で、キーティングの投資活動の拡大を求める上申書を州当局に提出したこともある。
グリーンスパンは二度結婚している。一度目は1952年で、美術史を研究していたジョアン・ミッチェルと結婚したが、翌年に離婚した。二度目は1996年で、NBCテレビのジャーナリストのアンドレア・ミッチェルと結婚している。12年生活を共にしたミッチェルへ結婚のプロポーズをする際に、グリーンスパンの言葉が難解であったためプロポーズと気づかず、グリーンスパンは後になって明確な言葉で再度プロポーズした。ミッチェルの「3回目のプロポーズではじめて意味が分かった」と言う冗談に対して、グリーンスパンは「実際には5回目のプロポーズでようやく分かってもらえたのだ」と自伝に書いている。

## 連邦準備制度理事会議長
1987年8月11日、グリーンスパンはロナルド・レーガン大統領の指名で連邦準備制度理事及び議長になることが上院に承認された。就任して2ヶ月後に彼は最初の危機、ブラックマンデーに直面した。1日でダウ工業株平均が約20%下落した翌朝、FRBは流動性を提供する準備ができているという短い声明を発表し、株式相場は約4%反発した。短い声明は、市場の崩壊を防ぐために効果を発揮したとされ、ウォール・ストリート・ジャーナルはブラックマンデーの5週間後に新しい議長は試験に合格したと評価、アラン・ブラインダーはここで見せたグリーンスパンの手腕を「マネタリー・ケインジアン」と評して賞賛した。
1988年の大統領選挙の前には景気を優先させるために政府は利下げの圧力をかけたが、FRBの独立性を守りインフレ対策として利上げを行った。選挙は共和党が勝利し、ブッシュ大統領が就任した。1989年には金利は10%近くまで達したが、景気が軟化したため徐々に利下げしていった。1990年8月にイラクがクウェートに侵攻し、景気の指標が低下するとさらに利下げを行った。ウォール・ストリート・ジャーナルはFRBの他の理事たちの一部にグリーンスパンは利下げを急ぎすぎているという不満があると伝えた。グリーンスパンの任期は1991年の8月に切れるが、大統領がぎりぎりまで再任を決めなかった。そのため政府からFRBに対する暗黙の圧力を疑われ、グリーンスパンの再任が決まった際にウォール・ストリート・ジャーナルはFRBの独立性について社説で疑問を投げかけた。その後、景気が急速に悪化したため、12月に1%の利下げを行い金利は4%になった。
1992年の大統領選挙では民主党が勝利し、ビル・クリントンが大統領に就任した。景気回復のためには財政赤字を削減し、長期金利を下げることが必要だというグリーンスパンの意見が容れられ1400億ドルの支出削減が政府の経済政策として発表されると長期金利は低下した。1994年に景気が拡大を始めると、FRB内部では0.5%の利上げが検討されたが、グリーンスパンは5年ぶりの利上げであることから市場にショックを与えないために0.25%の利上げを主張し、理事会を説得して指導力を発揮した。1995年は金利を5.5%前後に置き、失業率・インフレ率が低く抑えられ1.5%の経済成長と好調な株式市場という理想的な状態になった。
1996年にグリーンスパンはクリントン大統領から3期目のFRB議長として再任された。大統領選挙でクリントン大統領が再選を果たした後の12月に株式市場が高騰し、1年で26%上昇していたため、日本のバブル崩壊から教訓を得ていた財務省やFRBは危惧を抱いていた。グリーンスパンはスピーチで「根拠無き熱狂」という言葉を使用して株式市場に疑問を提示した。1999年5月の上院銀行委員会では、「金（ゴールド）の、売却はいたしません。ゴールドは究極の通貨だからです」と述べている。2000年にはクリントン大統領に4期目の再任の指名を受けた。
2004年5月18日には共和党のブッシュ大統領から米国史上前例のない5期目の連邦準備制度理事会議長に任命され、2006年1月31日まで同職を務めた。
金融政策の行方について多弁を費やしながら、含みをもたせ、言質を取らせなかった言葉で市場関係者を幻惑しつつ、巧みに市場金利を望ましい水準に誘導し、「金融の神様」「マエストロ」の名をほしいままにした。
しかし、2007年以降の住宅バブル崩壊に端を発する世界金融危機を巡っては、グリーンスパンによる数度にわたる金融緩和が一因との指摘が強く、功罪共に盛んに議論されている。

### 住宅バブル
グリーンスパンが2001年から金利を歴史的な低水準におく政策をとった事が、住宅バブルの一因とされている。
2004年7月、ビジネス雑誌のビジネスウィークは低い金利と高い住宅価格が経済全体に流動性をもたらす構造をFRBが容認することで住宅バブルを招いたと批判した。しかし住宅問題についてグリーンスパン見解を補足する発言として、ドイツ銀行チーフ・エコノミストでグローバル投資ストラテジストのエドワード・ヤルデニ博士が、「2000年7月の耐久消費財の在庫が高水準であり、しかも上昇していることに注目すれば、金利上昇が無くとも（僅少でなくとも？）、耐久消費財の消費および一戸建て住宅建設がついに頭打ちになる、あるいは少々低下気味になることを予想できる。金利の上昇及び住宅の在庫増を反映して、新規住宅着工件数は最近、減少してきている」などと、講演証言を記載参照している。
2005年5月19日にアトランタで行われた講演で、グリーンスパンは、米国最大の政府系住宅金融機関である連邦住宅抵当公庫（ファニー・メイ）と連邦住宅金融抵当公庫（フレディ・マック）について、「保有資産（住宅債権ローン及びMBS）の肥大化が、米国金融システムの大きなリスクになっている」として、2社のポートフォリオ（保有資産）の大幅削減の必要性を改めて指摘した。
約1兆5000億ドル（約161兆円）にまで達した巨額なポートフォリオは、ほとんどが市中金融機関から購入した住宅ローン債権や不動産担保証券（MBS）資産の大半で、これらは投資家に売却されずに残っており、住宅ローン債権の市中販売パッケージそのものが浮遊証券化されてしまっていたため、2社の本来の使命である「住宅金融市場の流動性への潤沢な供給と住宅ローン金利の安定、また金融危機が起こった際の流動性供給」を大きく果たせない状況に陥っていることが、市場住宅金利への極端な悪影響の要因となる可能性がある。
また、米国金融市場全体のリスクヘッジに対するデリバティブ予測としては、その人為的ミスへの警告が当時のグリーンスパンより出され、強調されていた。

### 政策の批判
2005年3月3日、民主党のハリー・リード上院院内総務は、2001年のブッシュ大統領の減税策を支持したグリーンスパンを批判した。また、労働者が給与税の一定割合を個人の退職用口座へ移行できるようにするというブッシュ大統領の社会保障制度の変更案を支持したことでバーニー・フランクから批判を受けた。
2008年の世界金融危機はグリーンスパンの政策も一因だったとFinancial Crisis Inquiry Committee (FCIC) Report (金融危機調査委員会報告)が2011年に結論した。しかし、この報告書作成にあたっては、民間金融業界におけるガバナンス、金融規制の緩和、海外の資金流入、投資リスクの見誤りなどによるクレジット・バブル、政府後援企業による住宅政策などのいずれが金融危機の主因であるかに関して、共和党委員の反対などの意見の相違があり、超党派での合意形成という目標は達成できなかった。

## 退任後
2006年にFRB議長を退職し、イギリスのブラウン財務相の名誉顧問及びヘッジファンドであるポールソン社のアドバイザーに就任。2011年8月、S&Pによる米国債の格下げに関してMSNBCの取材を受け「米国はドルを刷る事ができるので、米国債が債務不履行になる可能性は無い」と述べている。またPIGS諸国の債務問題の解決には欧州の財政政策の統一が必要だとの見解を示している。

## 著書
- 『波乱の時代』山岡洋一, 高遠裕子 訳(日本経済新聞社、2007年)
- 『波乱の時代 :特別版 :サブプライム問題を語る』山岡洋一訳. 日本経済新聞出版社, 2008.10
- 『騒然とした時代：新しい世界における冒険』(英語,2007年発行)
- 『リスク、人間の本性、経済予測の未来』斎藤聖美 訳. 日本経済新聞出版社, 2015.9

## 栄誉
- 1998年 ベンジャミン・フランクリン・メダル
- 2000年 レジオンドヌール勲章
- 2002年 大英帝国勲章
- 2005年 大統領自由勲章